# Horst-Hans Bäcker
Horst-Hans Bäcker (* 1959 in Bukarest) ist ein rumäniendeutscher Dirigent und Komponist.

## Leben und Wirken
Bäcker erhielt seit 1964 Klavierunterricht bei Tamás Vesmás. 1973 übersiedelte er mit seinen Eltern nach Deutschland. Ab 1981 studierte er Komposition bei Ludwig Werner Weiand in Wuppertal. Von 1983 bis 1985 studierte er am Mozarteum Salzburg Komposition bei Gyula Horváth, Ensembleleitung bei Kurt Prestel und historische Aufführungspraxis bei Nikolaus Harnoncourt. Danach war er bis 1989 Kompositionsschüler bei Jürg Baur an der Hochschule für Musik Köln.
1996 gründete Bäcker ein Sinfonieorchester, aus dem 1998 die Internationale Philharmonie hervorging, deren Chefdirigent er ist. Daneben wirkt er als regelmäßiger Gastdirigent von Orchestern, in Moldawien, Ungarn, Rumänien und Brasilien; seit 2003 ist er ständiger Gastdirigent der Staatsphilharmonie Arad. Er arbeitet regelmäßig mit den Geigern Cristina Anghelescu, Bogdan Dragus und Ion Mazur, der Gitarristin Dale Kavanagh, dem Amadeus Guitar Duo (Dale Kavanagh und Thomas Kirchhoff), dem Eden-Stell-Guitar-Duo und den Pianisten Adrian Stoica und Tamás Vesmás zusammen.

## Diskographie
- Spanish Night (Gitarrenkonzerte 1, 2 und 4 von Joaquín Rodrigo), 1999
- Panflöte und Orchester – Berühmte Opernarien, 2003
- Spanish Night II (Werke von Gheorghe Zamfir, Garcia, Horst-Hans Bäcker und Joaquin Rodrigo), 2003
- Die ZauberPANflöte (Werke von Wolfgang Amadeus Mozart mit Matthias Schlubeck)